# Morinda (Punyab)
Morinda es una ciudad de la India en el distrito de Rupnagar, Estado de Panyab.

## Geografía
Se encuentra a una altitud de 283 m s. n. m. a 31 km de la capital estatal, Chandigarh, en la zona horaria UTC +5:30.

## Demografía
Según estimación 2010 contaba con una población de 27 670 habitantes.